# コモンウェルス
コモンウェルス（英: commonwealth）とは、公益を目的として組織された政治的コミュニティーを意味する用語。歴史的には共和国の同義語として扱われてきたが、原義としては哲学用語である「共通善 (英: common good）」を意味する。

## 概要
概念成立は15世紀頃とされる。当初は common-wealth と綴られ、原義は「共通善」ないし「公共の福祉」といった意味合いであった。また、Commonwealth という単語を「国家」という意味で用いた初期例は、オリバー・クロムウェルによる革命政府の名称（イングランド共和国 - 英: Commonwealth of England）とされる（下記参照）。その後、17世紀に英国の政治思想家（ホッブズやロックなど）によって一種の理想的な共和政体を指し示す概念（※近代政治学の理論モデル）として整理され、「共和国（英: republic）」の同義語という意味合いを強く帯びるようになった。この経緯から、17世紀から現在に至るまで「共和国」の同義語として扱われたが、20世紀に入ってからは「複数の国家や行政区などにわたる友好提携（およびその運営組織）」という新たな定義が加えられつつある。

## 語源
共和政ローマ期の思想家であるマルクス・トゥッリウス・キケロは、著作『国家論』において「公共体（国家）は公衆の財産である」という一節を残している。この「公共体（レス・プブリカ、羅: res publica）」という言葉を導入するにあたり、英語圏では common-wealth（公衆の common + 財産 wealth）という直截的な訳語が充てられた。とはいえ、キケロによって res publica （公共なるもの）と呼ばれた概念は、アリストテレスが著作『政治学』で主張した国家（ポリス 希: πόλις）の定義、すなわち「善なる目標を共有する団体」をラテン語に導入したものであり、この「共有された善なる目標」（共通善）こそが common-wealth という言葉の本質である。そして、近代の政治思想家たちが古代ギリシアの都市国家を共和政の原風景と見なしたことから、結果として「共和国」の同義語という意味を獲得するに至った。
ところで、現代英語では「共和国」を Republic と表記するが、こちらは res publica と語源を同じくする 仏: républiqueからの借用語である。この単語で表記されるようになったのは、近代的な民主共和制を尊ぶ啓蒙思想が仏語圏において最も盛んに論じられたという思想史的な経緯が影響している。

## 訳語と用例
「コモンウェルス（Commonwealth）」は、多様な意味で使用され、統一的な日本語訳が存在しないため、以下の通り、文脈によって異なる訳語が当てられる、或いは、省略されることもある。

### 緩やかな国家連合体

#### Commonwealth of Nations
かつてイギリスの植民地だった諸国との緩やかな連合体として「Commonwealth of Nations」が結成されており、その加盟国の中で現在もイギリスの君主を自国の君主（元首）として戴く個々の国を「Commonwealth realm」（「レルム（realm）」の記事も参照）と呼ぶ。
なお、イギリスで定冠詞「the」を付けて「the Commonwealth」と呼んだ場合や、「New Commonwealth」と呼んだ場合、或いは、例えば「コモンウェルスゲームズ（Commonwealth Games）」のように直後に名詞を続けた場合は、上記の意味で解されることが一般的であり、また、イギリスの外務省の正式名称も「Foreign, Commonwealth and Development Office」（外務・英連邦・開発省）である。

#### 独立国家共同体
独立国家共同体（英: Commonwealth of Independent States、略称CIS）は、ソビエト連邦の崩壊に伴い、上記の「Commonwealth of Nations」をモデルに、ソビエト連邦を構成した15ヶ国の内、バルト三国を除く12ヶ国で結成（後にジョージアとウクライナが脱退し10ヶ国に）された緩やかな連合体である。

### 独立国
いずれも上記の「Commonwealth of Nations」加盟国であるが、その中で現在もイギリスの君主を自国の君主（元首）として戴く「Commonwealth realm」である国と、そうでない国とがある。

#### オーストラリア
オーストラリアは、「Commonwealth of Australia」を正式名とし、「オーストラリア連邦」と日本語訳されることがある。
なお、上記の{「Commonwealth of Nations」加盟国の中で現在もイギリスの君主を自国の君主（元首）として戴く}「Commonwealth realm」の1つである。

#### バハマ
バハマは、「Commonwealth of  Bahama」を正式名とする、上記のオーストラリアと同じ{「Commonwealth of Nations」加盟国の中で現在もイギリスの君主を自国の君主（元首）として戴く}「Commonwealth realm」の1つである。

#### ドミニカ国
ドミニカ国は、「Commonwealth of Dominica」を正式名とする、上記の「Commonwealth of Nations」加盟国であるが、{その中で現在もイギリスの君主を自国の君主（元首）として戴く「Commonwealth realm」でなく、}共和制の共和国である。

### アメリカ合衆国の領域

#### アメリカ合衆国の「州」
アメリカ合衆国を構成する州の正式名は、一般に「State of ○○」であるが、以下に挙げる4つの州は、「Commonwealth of ○○」であり（州の発足時に勅許植民地であった時代との決別を強調する狙いがあったものと解されている）、いずれも同様に「○○州」と日本語訳される。
1. ケンタッキー州
2. マサチューセッツ州
3. ペンシルベニア州
4. ヴァージニア州

また、コモンウェルスを名乗っていないものの、バーモント州は、その州憲法の4箇所で「The Commonwealth」と自己言及しており、同様にデラウェア州も、州憲法で「当コモンウェルスの安全を脅かし得る手段を以って…」と自己言及している。

#### アメリカ合衆国の「自治領」
アメリカ合衆国の海外領土の内、高度な自治権を有する以下の3例は、「コモンウェルス」と呼ばれる。
1. プエルトリコ（1952～現在） -  憲法においてスペイン語表記の自称を「西: Estado Libre Asociado」と定め、訳すと「英: Associated Free State（自由連合州）」だが、アメリカ合衆国議会は、1952年2月4日に可決した第22決議（「高度な自治権を有するものの、依然として米国に帰属する領域をコモンウェルスと称する」）を根拠に「Commonwealth」と呼んでいる[10][注 1]。
2. 北マリアナ諸島（1986～現在）
3. フィリピン・コモンウェルス（1935～46年の独立まで）

### かつて存在した共和国

#### イングランド共和国
イングランド共和国（コモンウェルス・オブ・イングランド、英: Commonwealth of England）は、イングランド内戦の後にイングランド王国およびスコットランド王国に代わって1649年から1660年まで、オリバー・クロムウェル、その後継者にして息子のリチャード・クロムウェルが護国卿として統治した、事実上、英語圏で初の共和国である。
上記の「Commonwealth of Nations」が「ニュー・コモンウェルス（New Commonwealth）」と呼ばれるのと対比し、「オールド・コモンウェルス（英: Old Commonwealth）と呼ばれることがある。

#### アイスランド共和国
アイスランドには、アイスランド共和国（英: Icelandic Commonwealth、或いは、英: Icelandic Free State、アイスランド語: Tjodveldid）と呼ばれる、ハーラル1世による統一を逃れるためにノルウェーから逃げて来た人々を中心に形成された政体が930年のアルシングの設立から1262年のノルウェーによる植民地化まで存在していた。

#### ポーランド・リトアニア共和国
英語圏では、1569年から1795年まで存在した「ポーランド・リトアニア共和国」を「Polish–Lithuanian Commonwealth（直訳すると『ポーランド人・リトアニア人のコモンウェルス』）」と呼んでいるが、正式名は、「ポーランド王国およびリトアニア大公国（ポーランド語: Królestwo Polskie i Wielkie Księstwo Litewskie、リトアニア語: Lenkijos Karalystė ir Lietuvos Didžioji Kunigaikštystė）」であり、18世紀末から対外的な名称を「ポーランドにおける最も高貴なる共和国（ポーランド語: Najjaśniejsza Rzeczpospolita Polska）」としていた。